# Галліканізм
Галліканізм (Ґалліканство; від середньовічної назви Франції — Галлія) — форма правової єпископської системи правління церкви у Франції, яка хотіла мати незалежність від Папи римського. У галліканських свободах йшлося про обмеження та мінімізацію папського впливу на внутрішньонаціональні питання, а також про перевагу національних зборів єпископів над папськими рішеннями в національній церкві.
Олександр VIII засудив французький галліканізм у конституції Inter multiplices (1690).